# 殘月魔都
Opeth是一支来自于瑞典斯德哥尔摩的前衛死亡金属乐队，成立于1990年。其乐队主唱、吉他手 Mikael Åkerfeldt 是乐队樂曲、歌詞的主要創作人物。Opeth的音樂特色多樣，總共出品了十四張錄音室專輯，並以較長的歌曲長度為特色，並參雜了民謠、爵士、藍調、古典等元素，並常常在曲中加入木吉他間奏的部分。
金屬圈常以2011年的專輯Heritage為分界點，前期為死亡金屬及各種金屬分支為主要風格，並有死腔和清嗓並唱的風格。前期編曲反覆利用失真電吉他與木吉他的交錯組合的特色，使其相對有別於傳統金屬樂隊。Opeth的後期作品則不再主打以金屬為主軸的編曲，並摒棄了死腔的唱法。其融合了眾多傳統北歐風的民謠元素，更以器樂為主題的特色音階編曲。
2022年，Opeth的鼓手Martin Axenrot宣布退團，Opeth隨後找了Waltteri Väyrynen擔任新鼓手。2024年，Opeth發布了概念專輯The Last Will and Testament，見證了Mikael錄製死腔的回歸。
Opeth在西方金屬樂壇具有高知名度。音樂製作人Steven Wilson也因為幫助Opeth製作了的許多暢銷專輯，例如2001年的Blackwater Park，2002年的Deliverance, 和2003年的Damnation而被視為Opeth團史上的重要人物之一。

## 音樂作品

### 專輯
- 《Orchid》 (1995)
- 《Morningrise》 (1996)
- 《My Arms, Your Hearse》(1998)
- 《Still Life》 (1999)
- 《Blackwater Park》 (2001)
- 《Deliverance》 (2002)
- 《Damnation》 (2003)
- 《Ghost Reveries》(2005)
- 《Watershed》(2008)
- 《Heritage》(2011)
- 《Pale Communion》(2014)
- 《Sorceress》(2016)
- 《In Cauda Venenum》(2019)
- 《The Last Will and Testament》(2024)

### DVD
- 《Lamentations》(2003)
- 《The Roundhouse Tapes》(2008)
- 《In Live Concert At The Royal Albert Hall》(2010)
- 《Garden of the Titans》(2018)

## 現任成員
- Mikael Åkerfeldt－主唱 吉他手
- Fredrik Åkesson－吉他手
- Martin Mendez－贝斯手
- Waltteri Väyrynen－鼓手
- Per Wiberg－键盘